# Coppa Montenero 1936

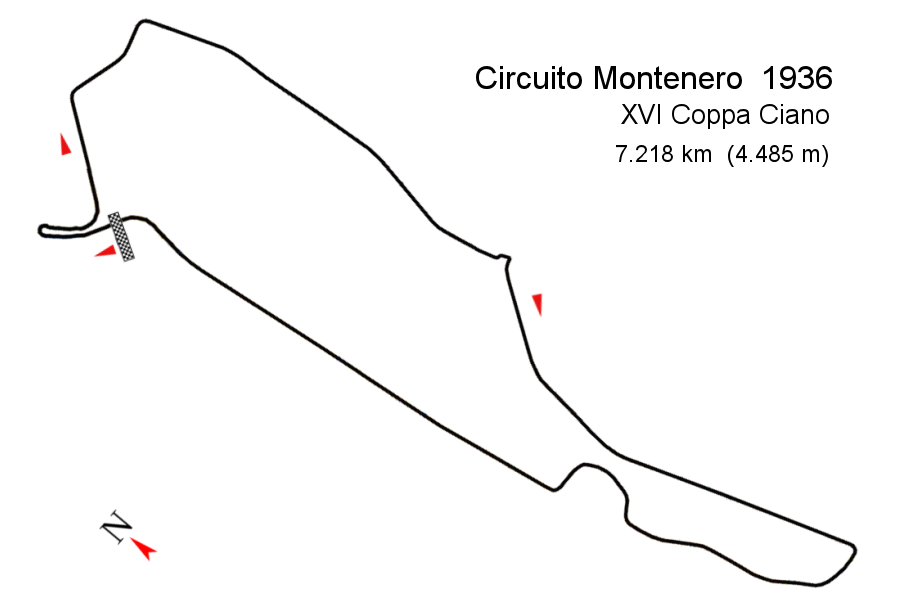
Circuit de la Coppa Montenero 1936

La Coppa Montenero 1936 est un Grand Prix qui s'est tenu sur le circuit de Livourne le 2 août 1936.

## Grille de départ
| 1re ligne | Pos. 1                          |                               | Pos. 3                          |                             | Pos. 2                          |
|           | Varzi Auto Union 3 min 22 s     |                               | Nuvolari Alfa Romeo 3 min 26 s  |                             | Rosemeyer Auto Union 3 min 25 s |
| 2e ligne  |                                 | Pos. 5                        |                                 | Pos. 4                      |                                 |
|           |                                 | Brivio Alfa Romeo 3 min 30 s  |                                 | Stuck Auto Union 3 min 28 s |                                 |
| 3e ligne  | Pos. 8                          |                               | Pos. 7                          |                             | Pos. 6                          |
|           | Biondetti Alfa Romeo 3 min 42 s |                               | Pintacuda Alfa Romeo 3 min 40 s |                             | Dreyfus Alfa Romeo 3 min 32 s 0 |
| 4e ligne  |                                 | Pos. 10                       |                                 | Pos. 9                      |                                 |
|           |                                 | Calamai Alfa Romeo 3 min 58 s |                                 | Ghersi Maserati 3 min 51 s  |                                 |

## Classement de la course
| Pos. | no | Pilote                               | Écurie             | Châssis            | Tours | Temps/Abandon     | Grille |
| ---- | -- | ------------------------------------ | ------------------ | ------------------ | ----- | ----------------- | ------ |
| 1    | 64 | Carlo Maria Pintacuda Tazio Nuvolari | Scuderia Ferrari   | Alfa Romeo 8C-35   | 30    | 1 h 44 min 40 s 0 | 7      |
| 2    | 50 | Antonio Brivio                       | Scuderia Ferrari   | Alfa Romeo 12C-36  | 30    | + 17 s 8          | 5      |
| 3    | 60 | René Dreyfus                         | Scuderia Ferrari   | Alfa Romeo 8C-35   | 30    | + 1 min 30 s 4    | 6      |
| 4    | 54 | Bernd Rosemeyer Hans Stuck           | Auto Union AG      | Auto Union Type C  | 30    | + 3 min 4 s 2     | 2      |
| 5    | 52 | Giosue Calamai                       | Privé              | Alfa Romeo 6C 1750 | 37    | + 3 tours         | 10     |
| Abd. | 48 | Achille Varzi                        | Auto Union AG      | Auto Union Type C  | 22    | Freins            | 1      |
| Abd. | 46 | Clemente Biondetti                   | Scuderia Maremmana | Alfa Romeo Tipo B  | 14    | Moteur            | 8      |
| Abd. | 44 | Pietro Ghersi                        | Scuderia Torino    | Maserati 6C-34     | 12    | Moteur            | 9      |
| Abd. | 66 | Hans Stuck                           | Auto Union AG      | Auto Union Type C  | 4     |                   | 4      |
| Abd. | 56 | Tazio Nuvolari                       | Scuderia Ferrari   | Alfa Romeo 12C-36  | 0     | Transmission      | 3      |
| Np.  | 43 | László Hartmann                      | Privé              | Maserati           |       | Non partant       |        |
| Abd. | 58 | Manfred von Brauchitsch              | Daimler-Benz AG    | Mercedes-Benz W25K |       | Non partant       |        |
| Abd. | 62 | Luigi Fagioli                        | Daimler-Benz AG    | Mercedes-Benz W25K |       | Non partant       |        |

- Légende: Abd.=Abandon - Np.=Non partant.

## Pole position et record du tour
- Pole position :  Achille Varzi (Auto Union) en 3 min 22 s.
- Meilleur tour en course :  Tazio Nuvolari (Alfa Romeo) en 3 min 23 s 2.